# Khối đá tàn dư

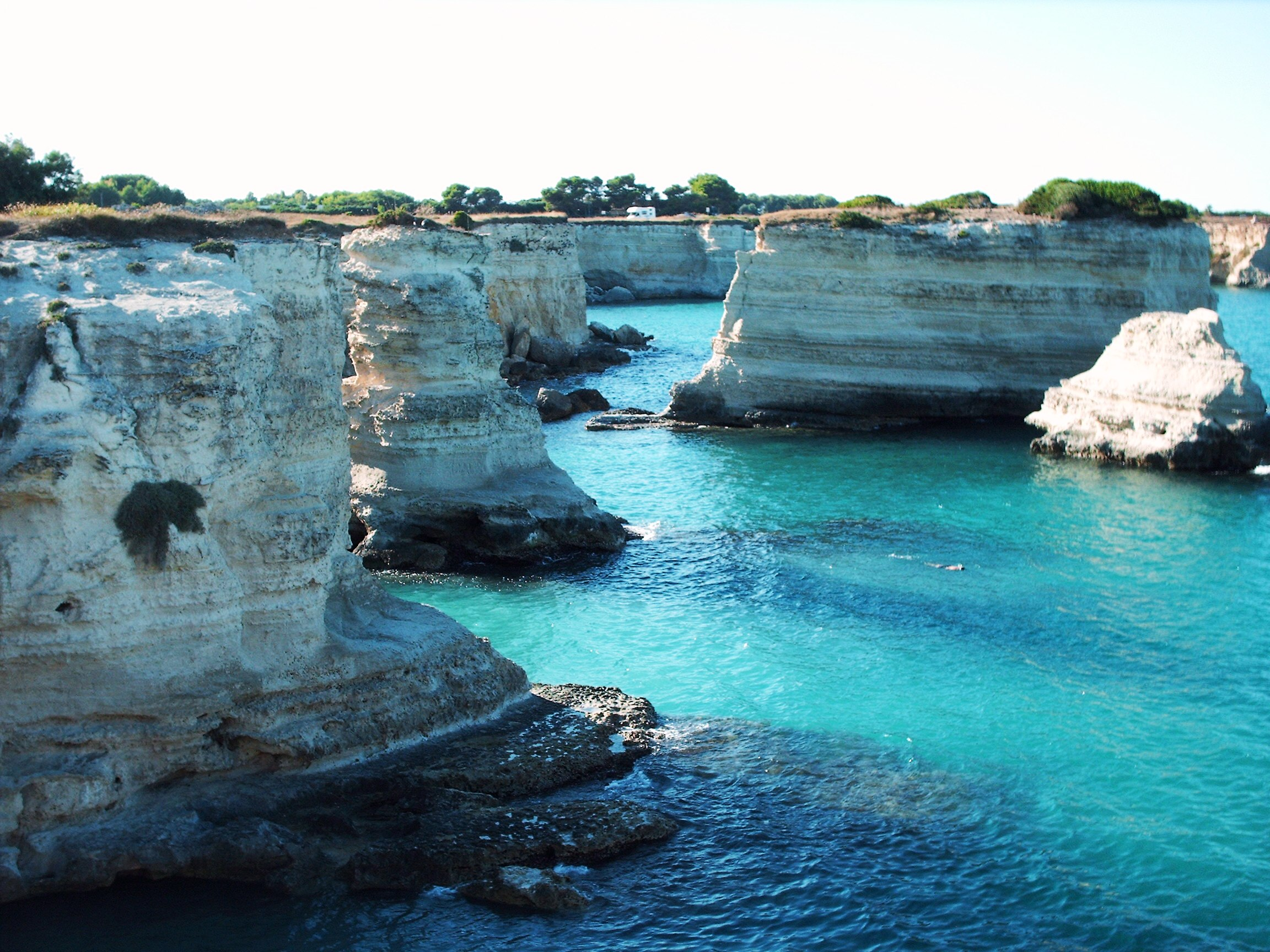
Các khối đá tàn dư ở Torre Sant'Andrea, miền nam nước Ý

Trong địa chất học, khối đá tàn dư là một hay nhiều cột đá dốc và thường là dựng đứng ở gần bờ biển và bị cô lập khỏi bờ biển bởi hiện tượng xói mòn. Các khối đá tàn dư được hình thành thông qua các quá trình địa mạo ven biển một cách hoàn toàn tự nhiên. Loại địa hình này hình thành khi một mũi đất bị xâm thực bởi tác động của thủy lực xô vào đá; sức nước làm trầm trọng thêm các vết nứt trong mũi đất, khiến mũi đất này sụp đổ thành những khối đá nằm riêng biệt, thậm chí trở thành một hòn đảo nhỏ. Nếu không có sự tác động liên tục của nước thì các khối đá tàn dư còn có một con đường hình thành khác là thông qua sự đổ sụp của một vòm tự nhiên dưới tác động của các quá trình dưới khí quyển như xói mòn do gió. Những khối đá tàn dư là nơi cư trú quan trọng của các loài chim biển và nhiều nơi còn là điểm đến phổ biến của môn leo núi.

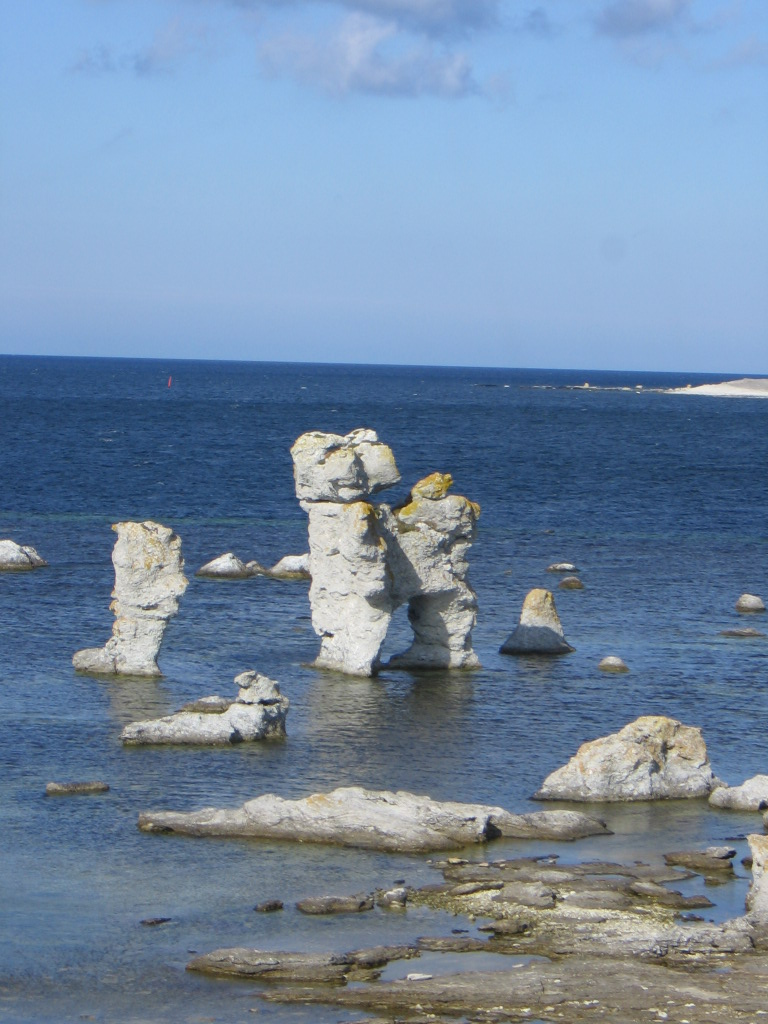
Các khối đá tàn dư ở đảo Fårö, Thuỵ Điển

## Sự hình thành
Khối đá tàn dư hình thành từ đá trầm tích hoặc đá núi lửa phân tầng ngang, đặc biệt là các vách đá vôi. Đặc điểm của các loại đá này có độ cứng trung bình và khả năng chịu đựng xâm thực cũng ở mức trung bình. Lớp đá nào có tính bền vững cao hơn thì có thể sẽ tạo nên đá phủ. Những bờ vách được tạo thành từ vật chất yếu hơn (như đất sét) thì có xu hướng sụt và xói mòn rất nhanh nên không thể tạo thành khối đá tàn dư, trong khi những loại đá cứng chắc hơn như đá hoa cương thì lại xói mòn theo những cách thức khác.
Quá trình hình thành khối đá tàn dư thường bắt đầu khi nước biển tấn công và làm các vết nứt nhỏ trên mũi đất toác rộng ra. Sau đó, các khe nứt sẽ càng ngày càng nở rộng và trở thành một cái hang nhỏ. Một vòm tự nhiên sẽ thành hình khi hang này xuyên thấu mũi đất. Hiện tượng xâm thực trong giai đoạn về sau sẽ làm sụp đổ vòm tự nhiên này và để lại một cột đá nhỏ. Cột đá này thường sẽ trở thành một đảo đá nhỏ, thấp và bị nhấn chìm khi thủy triều lên. Tuy nhiên, có những khối đá tồn tại rất lâu.

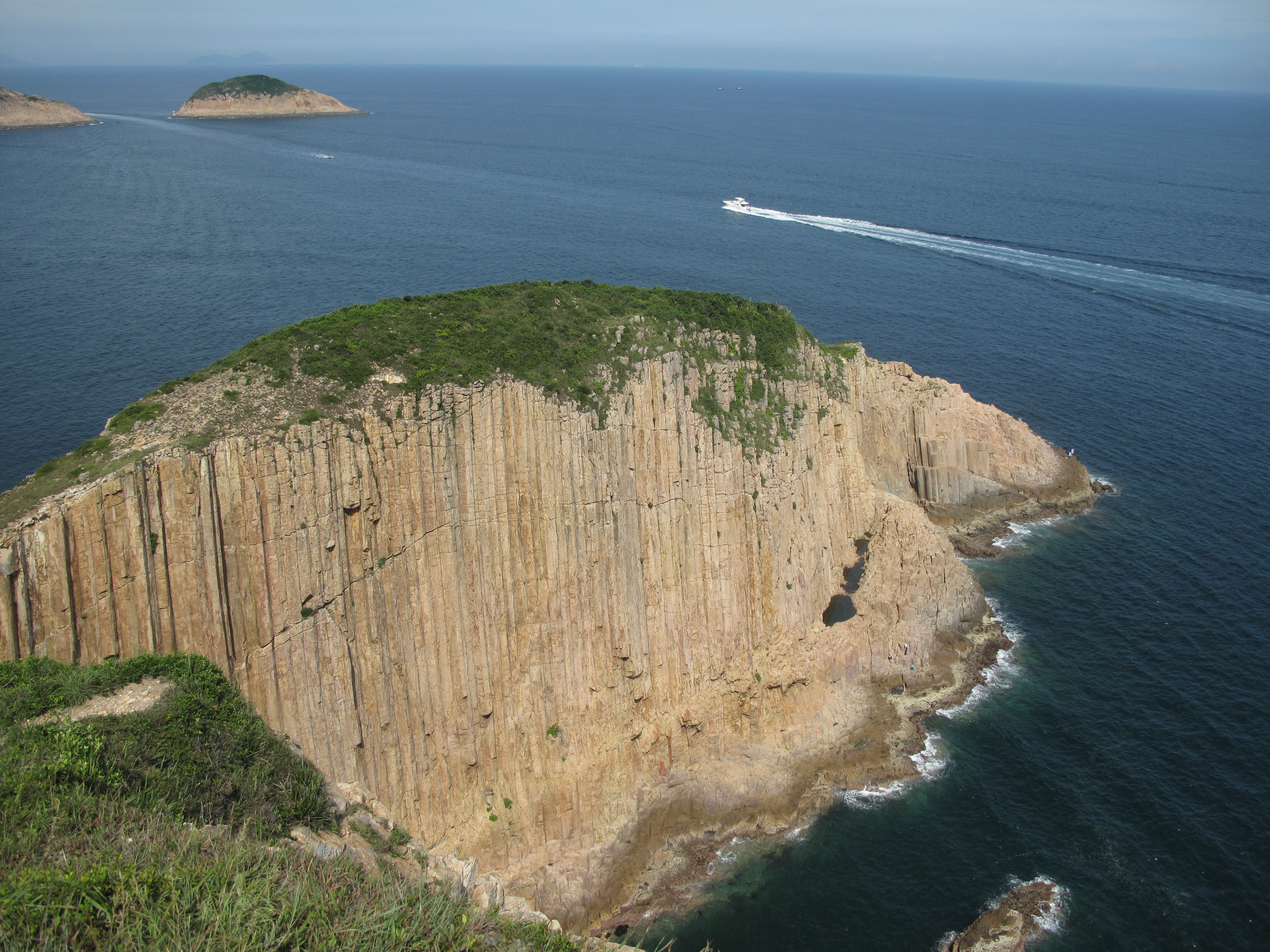
Phá Biên Châu, Hồng Kông

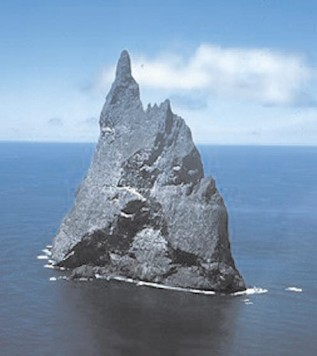
Ball's Pyramid ở Úc là khối đá núi lửa tàn dư cao nhất thế giới.

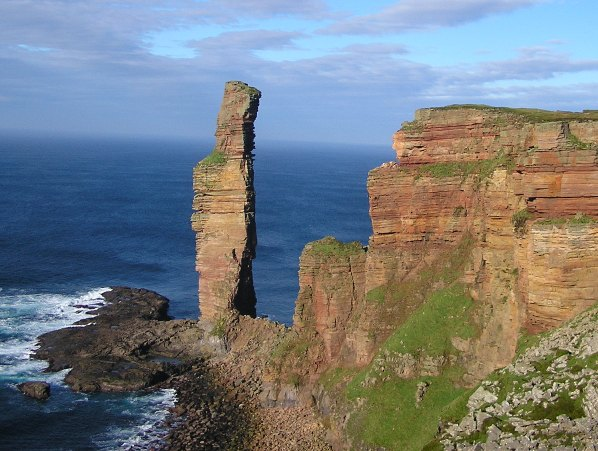
Old Man of Hoy, Scotland

## Một số nơi có khối đá tàn dư

### Châu Á
- Phá Biên Châu (破邊洲), Lương Thuyền Loan, Hồng Kông
- Tri Brata (Три Брата) và Skala Parus (скала́ Па́рус), Nga
- Ko Tapu, vịnh Phang Nga, Thái Lan
- Công viên Quốc gia Bako, Sarawak, Malaysia

### Úc
- Ball's Pyramid, đảo Lord Howe
- Mười Hai Sứ Đồ (Twelve Apostles), Victoria (Úc)

### Châu Âu

#### Pháp
- Étretat, Seine-Maritime
- Les Jumeaux, Hendaye

#### Đức
- Lange Anna thuộc Heligoland

#### Ý
- Faraglioni, đảo Capri
- Baia dei Mergoli, Mattinata, miền nam Ý
- Torre Sant'Andrea, miền nam Ý
- Acitrezza, Sicilia
- Isola del Giglio, Toscana
- Nebida và Masua, Iglesias, tây nam Sardegna

#### Tây Ban Nha
- El Dedo de Dios, quần đảo Canaria

#### Vương quốc Liên hiệp Anh và Bắc Ireland
- Old Man of Hoy, Orkney, Scotland
- Old Harry Rocks, Dorset, Anh
- The Needles, đảo Wight, Anh
- Am Buachaille, Sutherland, Scotland
- Old Man of Stoer, Scotland
- Stac an Armin, St Kilda, Scotland
- Stac Dhomnuill Chaim, Lewis
- Yesnaby Castle, Orkney, Scotland

### Bắc Mỹ

#### Canada
- The Big Flowerpot, Flowerpot Island, Hồ Huron
- Three Sisters, Eatonville, Nova Scotia
- Percé Rock, Percé, Québec
- Hopewell Rocks, Hopewell Cape, New Brunswick

#### Hoa Kỳ
- Goat Rock, California
- Sugar Loaf, đảo Mackinac, Michigan
- Haystack Rock, Cannon Beach, Oregon